# Aeroportul Internațional Zakynthos
Aeroportul Internațional Zakynthos (IATA: ZTH, ICAO: LGZA) este un aeroport din Zakynthos, Zakynthos Municipality⁠(d), Zakynthos Regional Unit⁠(d), Insulele Ionice⁠(d), Peloponez, Grecia de Vest și Insulele Ionice⁠(d), Grecia ce deservește zona Zakynthos. Aeroportul a fost tranzitat în 2022 de 1.902.806 pasageri. A fost deschis în 1972 și numit după Dionysios Solomos⁠(d).
Situat la o altitudine de 5 m, aeroportul dispune de 1 pistă. Este operat de Fraport Greece⁠(d).

## Infrastructură

### Piste
Aeroportul dispune de o singură pistă. Pista are orientarea 16/34.